# ويندي توماس
ويندي توماس (بالإنجليزية: Wendy Thomas)‏ هي سيدة أعمال أمريكية، ولدت في 14 سبتمبر 1961 في كولومبوس في الولايات المتحدة.